# テツザクラ
テツザクラ（1937年 - ?）とは日本の競走馬である。1940年、第2回横浜農林省賞典四歳呼馬でウアルドマインの4着、第9回の東京優駿でイエリユウの4着に敗れていたが、再対決となった第3回京都農林省賞典四歳呼馬で両馬に雪辱を果たした。
父はダイオライト。母は第1回東京優駿大競走にも出走していた朝桜。全弟のヒロサクラは1944年、戦前最後の帝室御賞典に優勝している。
1941年のレースを最後に引退したあとは種牡馬となったが重要な産駒は知られておらず、現在に本馬の血を受け継ぐ馬はいない。

## 血統表
| テツザクラの血統（オーム系 / Wenlock 5×5=6.25%、St. Simon 5×5=6.25%） | テツザクラの血統（オーム系 / Wenlock 5×5=6.25%、St. Simon 5×5=6.25%） | テツザクラの血統（オーム系 / Wenlock 5×5=6.25%、St. Simon 5×5=6.25%） | （血統表の出典）     | （血統表の出典） |
| 父 *ダイオライト Diolite 1927 黒鹿毛                                  | 父の父Diophon 1921 栗毛                                               | Grand Parade                                                          | Orby                 | Orby             |
| 父 *ダイオライト Diolite 1927 黒鹿毛                                  | 父の父Diophon 1921 栗毛                                               | Grand Parade                                                          | Grand Geraldine      |                  |
| 父 *ダイオライト Diolite 1927 黒鹿毛                                  | 父の父Diophon 1921 栗毛                                               | Donnetta                                                              | Donovan              | Donovan          |
| 父 *ダイオライト Diolite 1927 黒鹿毛                                  | 父の父Diophon 1921 栗毛                                               | Donnetta                                                              | Rinovata             |                  |
| 父 *ダイオライト Diolite 1927 黒鹿毛                                  | 父の母Needle Rock 1915 鹿毛                                           | Rock Sand                                                             | Sainfoin             | Sainfoin         |
| 父 *ダイオライト Diolite 1927 黒鹿毛                                  | 父の母Needle Rock 1915 鹿毛                                           | Rock Sand                                                             | Roquebrune           |                  |
| 父 *ダイオライト Diolite 1927 黒鹿毛                                  | 父の母Needle Rock 1915 鹿毛                                           | Needle Point                                                          | Isinglass            | Isinglass        |
| 父 *ダイオライト Diolite 1927 黒鹿毛                                  | 父の母Needle Rock 1915 鹿毛                                           | Needle Point                                                          | Etui                 |                  |
| 母 朝桜 1929 栗毛                                                     | 母の父*トウルヌソル Tournesol 1922 鹿毛                               | Gainsborough                                                          | Bayardo              | Bayardo          |
| 母 朝桜 1929 栗毛                                                     | 母の父*トウルヌソル Tournesol 1922 鹿毛                               | Gainsborough                                                          | Rosedrop             |                  |
| 母 朝桜 1929 栗毛                                                     | 母の父*トウルヌソル Tournesol 1922 鹿毛                               | Soliste                                                               | Prince William       | Prince William   |
| 母 朝桜 1929 栗毛                                                     | 母の父*トウルヌソル Tournesol 1922 鹿毛                               | Soliste                                                               | Sees                 |                  |
| 母 朝桜 1929 栗毛                                                     | 母の母種家 1919 鹿毛                                                  | *ダイヤモンドウェッディング                                           | Diamond Jubilee      | Diamond Jubilee  |
| 母 朝桜 1929 栗毛                                                     | 母の母種家 1919 鹿毛                                                  | *ダイヤモンドウェッディング                                           | Wedlock              |                  |
| 母 朝桜 1929 栗毛                                                     | 母の母種家 1919 鹿毛                                                  | 第三フエアペギー                                                      | *インタグリオー      | *インタグリオー  |
| 母 朝桜 1929 栗毛                                                     | 母の母種家 1919 鹿毛                                                  | 第三フエアペギー                                                      | *フエアペギー F-No.6 |                  |